# 루나 1호
루나 1호(러시아어: Луна-1)는 소련의 달 탐사선으로, 세계 최초로 달 착륙을 시도하였다. 하지만 달에 착륙은 하지 못하고, 달에 근접하는데 그쳤다.

## 개요
소련은 스푸트니크 1호를 발사하고 나서 이미 달 탐사에 대한 계획을 세우고 있었다. 1958년 이후에는 달에 착륙시킨 후 조사를 진행할 루나 계획을 실시하였다. 맨 처음 3번은 실패하였으나, 4번째 발사 시도였던 1959년 1월 2일에 발사를 성공시켰다. 그리고 세계 최초로 달 착륙을 시도하다가 달 근방 5,995 km까지 접근하였다. 현재 루나 1호는 궤도를 바꾸어 지구와 화성 사이의 궤도를 돌고 있다.

## 구조
탐사선의 전체적인 모습을 보면, 안테나 5개로 구성되어 있으며, 주된 탐사 장치로썬 자력계나 방사능 계수 장치등이 탑재되었다.